# Miria
Miria, (cuyo símbolo es my, del inglés myria) es un prefijo usado como los del Sistema Internacional de Unidades, si bien no pertenece a él, aunque lo hizo. Miria indica un factor de 104, o 10 000. Así, por ejemplo, un miriámetro son 10 kilómetros o 10 000 metros. Un miriagramo son 10 kilogramos o 10 000 gramos.
Este prefijo proviene de la palabra griega μύριοι (innumerable), de la que también viene miríada, que significa también un gran número indeterminado de algo, significado que también adquiere este prefijo (así, miriápodo, de innumerables patas), acercándose más a su significado etimológico.
Este prefijo fue adoptado en 1795, si bien no se mantuvo tras la estandarización y fijación de los prefijos en la Conferencia general de los pesos y las medidas de 1960.
- Datos: Q1742772